# Fristaten Preussen
Fristaten Preussen (tyska: Freistaat Preußen) var en tysk delstat som utropades efter att Kungariket Preussen avskaffats när första världskriget var över. Den blev Tysklands största delstat under Weimarrepublikens dagar, och omfattade mer än 60 procent av Tysklands yta och befolkning.

## Administrativ indelning
Preussen var indelat i 11 provinser (provinzen): Ostpreussen, Grenzmark Posen-Westpreussen, Brandenburg, Pommern, Schlesien, Sachsen, Schleswig-Holstein, Hannover, Westfalen, Hessen-Nassau och Rhenprovinsen. Berlin och Hohenzollern var inte inneslutna i någon provins, utan bildade särskilda förvaltningsområden.

## Historia
Vid krigsslutet bildades revolutionära arbetar- och soldatråd och dessas exekutivråd tillsatte en provisorisk regering den 13 november 1918. Ministerpresident blev Paul Hirsch.
Exekutivrådet avskaffades snart och allmänna val hölls den 26 januari 1919 till en konstituerande landsförsamling. Denna utfärdade en provisorisk författning. I mars 1919 tillträdde en koalitionsregering under Paul Hirsch, men efter den så kallade Kappkuppen följdes den av en ny koalitionsregering under Otto Braun. När arbetet med författningen var avklarat hölls allmänna val i februari 1921.
Eftersom både industriområdet Ruhr och storstaden Berlin ingick hade vänstern ett stort inflytande. Denna fristat regerades av en koalition av socialdemokraterna och den katolska centern under största delen av 1920-talet.
Det demokratiska Preussen försvagades efter 1932 då socialdemokraten Otto Braun avsattes. Den konservative rikskanslern Fritz von Papen ledde en kupp ("Preussenschlag") och Preussens demokratiska författning upphävdes. När nazisterna 1933 kom till makten i hela Tyskland, övertog NSDAP kontrollen och delstaten leddes av Hermann Göring från 1933 till 1935. Juridiskt sett fanns Preussen kvar ända till krigsslutet men i praktiken övertogs all administration av de administrativa indelningar, Gaue, som nazistpartiet införde från 1935.
År 1945 ockuperade Sovjetunionen hela östra och centrala Tyskland. De tyska områdena öster om Oder-Neisse-linjen, dvs. Schlesien, Pommern, östra Brandenburg, Grenzmark Posen-Westpreussen och Ostpreussen överfördes till Polen. Sovjetunionen behöll själv den norra delen av Ostpreussen med staden Königsberg som i samband med detta bytte namn till Kaliningrad. Uppskattningsvis förvisades 10 miljoner tyskar från dessa områden, en av de största etniska rensningarna någonsin. 
När andra världskriget  var över bad Otto Braun USA att återinstallera den lagliga regeringen. USA och övriga allierade ockupationsstyrkor motsatte sig dock detta. Formellt sett avskaffades Preussen av de fyra ockupationsmakterna 1947. 
I den sovjetiska ockupationszonen upprättades delstaterna Brandenburg och Sachsen-Anhalt av de forna preussiska territorierna. År 1952 avskaffades även dessa och ersattes av mindre distrikt (Bezirke) fram till 1990. De i den västallierade ockupationszonen upprättade delstaterna Nordrhein-Westfalen, Niedersachsen, Hessen, Rheinland-Pfalz och Schleswig-Holstein består till stor del av tidigare preussiska områden.

## Ministerpresidenter

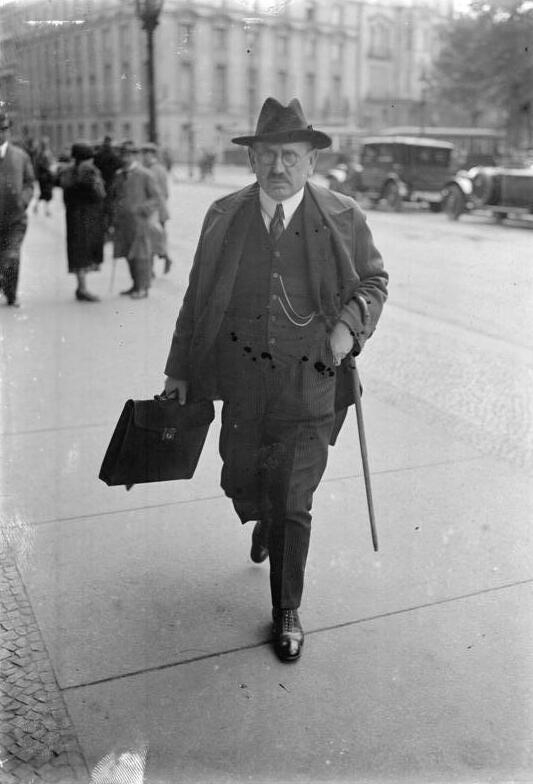
Adam Stegerwald, Preussens ministerpresident april-november 1921. Bilden är från 1930.

| Nr | Namn                                                             | Tillträdde       | Avgick                                                                                | Parti     |
| -- | ---------------------------------------------------------------- | ---------------- | ------------------------------------------------------------------------------------- | --------- |
| 1  | Friedrich Ebert                                                  | 9 november 1918  | 11 november 1918                                                                      | SPD       |
| 2  | Paul Hirsch                                                      | 11 november 1918 | 27 mars 1920                                                                          | SPD       |
| 3  | Otto Braun                                                       | 27 mars 1920     | 21 april 1921                                                                         | SPD       |
| 4  | Adam Stegerwald                                                  | 21 april 1921    | 5 november 1921                                                                       | Centrum   |
| -  | Otto Braun (Andra gången)                                        | 5 november 1921  | 18 februari 1925                                                                      | SPD       |
| 5  | Wilhelm Marx                                                     | 18 februari 1925 | 6 april 1925                                                                          | Centrum   |
| -  | Otto Braun (Tredje gången)                                       | 6 april 1925     | 20 juli 1932 (avsatt de facto genom Preussenschlag) 30 januari 1933 (formellt avsatt) | SPD       |
|    | Ämbetet avsatt. Administrerat av rikskommisarien Franz von Papen | 20 juli 1932     | 30 januari 1933                                                                       |           |
| 6  | Franz von Papen                                                  | 30 januari 1933  | 10 april 1933                                                                         | Opolitisk |
| 7  | Hermann Göring                                                   | 10 april 1933    | 24 april 1945                                                                         | NSDAP     |

## Fotnoter
1. ↑   Beckmanns Welt-Lexikon und Welt-Atlas. 1931